# NGC 3100
NGC 3100 (NGC 3103) é uma galáxia lenticular (SB0) localizada na direcção da constelação de Antlia. Possui uma declinação de -31° 39' 51" e uma ascensão recta de 10 horas, 00 minutos e 40,8 segundos.
A galáxia NGC 3100 foi descoberta em 16 de Fevereiro de 1836 por John Herschel.